# Adams, Ilocos Norte
Adams là một đô thị hạng 5 ở tỉnh Ilocos Norte, Philippines. Theo điều tra dân số năm 2007, đô thị này có dân số 1.522 người trong 269 hộ.

## Các đơn vị hành chính
Adams chỉ có 1 barangay (Adams Proper).